# 新华街道 (牡丹江市)
新华街道，是中华人民共和国黑龙江省牡丹江市爱民区下辖的一个乡镇级行政单位。

## 行政区划
新华街道下辖以下地区：
圣林社区、中华社区和自建社区。